# Doualta
 (avril 2016).
Si vous disposez d'ouvrages ou d'articles de référence ou si vous connaissez des sites web de qualité traitant du thème abordé ici, merci de compléter l'article en donnant les références utiles à sa vérifiabilité et en les liant à la section « Notes et références ».
Doualta est une commune située dans le Gouvernorat de Beni Souef en Égypte.

## Population
D'après les statistiques du 2006, le village compte 5608 personnes, dont 2851 hommes et 2757 femmes.